# Hebe murrellii
Hebe murrellii là một loài thực vật có hoa trong họ Mã đề. Loài này được G.Simpson & J.S.Thomson mô tả khoa học đầu tiên năm 1943.